# Bathyraja maccaini
Bathyraja maccaini is een vissensoort uit de familie van de Arhynchobatidae. De wetenschappelijke naam van de soort is voor het eerst geldig gepubliceerd in 1971 door Springer.